# Analog Heart
 (février 2017).
Si vous disposez d'ouvrages ou d'articles de référence ou si vous connaissez des sites web de qualité traitant du thème abordé ici, merci de compléter l'article en donnant les références utiles à sa vérifiabilité et en les liant à la section « Notes et références ».
Albums de David Cook
David Cook
(2008)
Analog Heart est le premier album solo de l'auteur-compositeur-interprète David Cook, à l'origine de la composition de toutes les chansons. Bien qu'originalement lancé à titre d'album indépendant le 6 mai 2006, les ventes d'Analog Heart ont bondi durant l'apparition de Cook, en 2007, à l'émission American Idol.

## Présentation
Analog Heart a gagné la récompense Urban Tulsa Weekly's "Absolute Best of Tulsa" pour "Best Locally Produced, Independent Album" en 2007. L'album a été choisi comme le quatrième meilleur CD lancé en 2006 par le site web Music Equals Life.
Le 18 avril 2008, Analog Heart a été listé comme album no 1 pour "Today's Top MP3 Albums" sur Amazon.com, et David Cook comme no 1 pour "Today's Top MP3 Artists". Peu de temps après, l'album a été retiré d'Amazon,. L'album s'est vendu à 900 copies la semaine avant d'être retiré, et 300 la semaine précédente. Avant ces deux semaines, selon les données de Nielsen Soundscan, l'album n'avait pas vendu plus de 5 copies dans une semaine (seule).
Dans un article publié le 23 mai 2008 dans le USAToday.com, Cook a expliqué lors d'un appel conférence pourquoi Analog Heart a été retiré d'Amazon (aucune traduction afin de conserver la justesse et l'intégralité de la réponse de David Cook) : « About midway through the season, I had to have the record pulled, obviously, for fairness issues on the show. And I got it pulled offline. But somebody, I have no idea who, reposted it on Amazon, so while that was going on, I was kind of at a loss. I talked to Amazon about getting it pulled, and there was a bunch of mass confusion about it. I'm extremely appreciative at how well it did. But I was kind of a pawn in that whole game.. » Néanmoins, certains albums d'avant-Idol comme ceux de Brooke White, Carly Smithson et Kristy Lee Cook sont demeurés sur le marché.

## Liste des titres
| 1.    | Straight Ahead    | 4:14 |
| 2.    | Don't Say a Word  | 4:37 |
| 3.    | Fall Back Into Me | 3:35 |
| 4.    | The Truth         | 4:48 |
| 5.    | Searchlights      | 4:29 |
| 6.    | Porcelain         | 3:38 |
| 7.    | Stitches          | 4:04 |
| 8.    | Let Go            | 3:20 |
| 9.    | Makeover          | 3:37 |
| 10.   | Silver            | 4:22 |
| 40:44 |                   |      |

## Crédits

### Membres du groupe
- David Cook : chant, guitare, piano
- Josh Center : batterie
- Neal Tiemann : guitare (Titres 4, 5, 8)
- DTMB (Monty Anderson) : basse (Titres 3, 4, 5, 8, 10)
- Ben Hosterman : basse (Titres 2, 7)
- Andy Skib : chœurs sur Silver (Titre 10)

### Équipes technique et production
- Production par David Cook
- Réalisation par Ben Hosterman (Titres 1, 2, 4-10)
- Réalisation par Andy Skib (Titres 4, 5, 8)
- Réalisation par Paul Johnson (Titres 3, 10)
- Enregistrement au Powerstudio (Tulsa, Oklahoma), Rosewater Studios (Tulsa, Oklahoma), et Yellow Dog Studios (Austin, Texas)
- Photographie par Wayne Hutcherson
- Concept artistique, dessin et composition par David Cook